# 환국
환국(換局)은 시국이나 정국이 바뀌었다는 것을 뜻한다. 특히 한국사에서 조선 후기에 집권 세력이 급변하면서 이에 따라 정국이 바뀌는 것을 가리킨다.

## 경신환국
1680년(숙종 6년)에 경신대출척(庚申大黜陟) 또는 경신출척이라고도 불리는 경신환국(庚申換局)이 발생한다. 이 경신환국으로 말미암아 남인(南人) 정권이 붕괴되는 한편, 서인(西人) 세력이 정권을 장악하게 되는 결과를 맺게 된다.

## 기사환국
1689년(숙종 15년)에는 기사환국(己巳換局)이 발생한다. 숙종(肅宗)은 서인이 제기한 원자(元子) 문제를 빌미로 서인의 횡포를 억누르고자 서인을 실각시키는 한편, 남인들을 다시 중용하게 된다.

## 갑술환국
1694년(숙종 20년)에 갑술환국(甲戌換局)이 발생한다. 이 사건은 갑술옥사(甲戌獄事)라고도 불린다. 숙종이 장씨를 희빈으로 책봉하고, 후에는 왕후의 자리에 올렸지만, 장씨의 거동이 매우 방자했으므로 숙종은 이에 대항해 인현왕후를 복위시키고, 남인들을 퇴출한다. 이로 말미암아 서인들은 다시 재집권을 하게 된다.

## 정미환국
1727년(영조 3년)에는 정미환국(丁未換局)이 발생한다. 영조(英祖)는 당파심이 매우 강한 자들을 제거하기 위해 탕평책(蕩平策)을 추진한다. 이를 계기로, 서인에서 분파한 소론(少論)은 실각하지만, 또 다른 서인인 노론(老論)은 계속 집권한다.

## 같이 보기
- 사화
- 조선 숙종
- 조선 영조
- 붕당
  - 남인
    - 희빈 장씨

  - 서인
    - 인현왕후 민씨
    - 소론
    - 노론